# Äspskäret (Vaasa)
Äspskäret est une île du nord Kvarken à Vaasa en Finlande,.

## Géographie
La superficie de l'île est de 44,8 hectares et sa longueur maximale est de 1 km dans la direction Sud-ouest-Nord-est.
Äspskäret est en partie reliée à l'île de Långören au nord et à l'ile de Fårörarna au sud. 
À l'est d'Äspskäret se trouve Äspskärsfjärden et au-delà Torskäret. 
A l'ouest se trouve Hingsmasören.